# Étage alpin

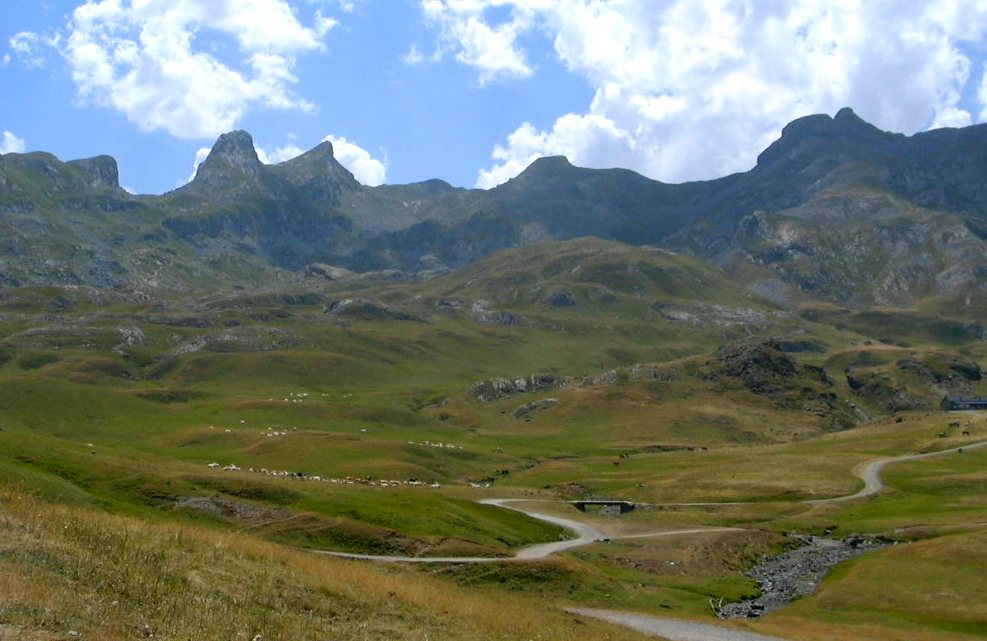
Étage alpin

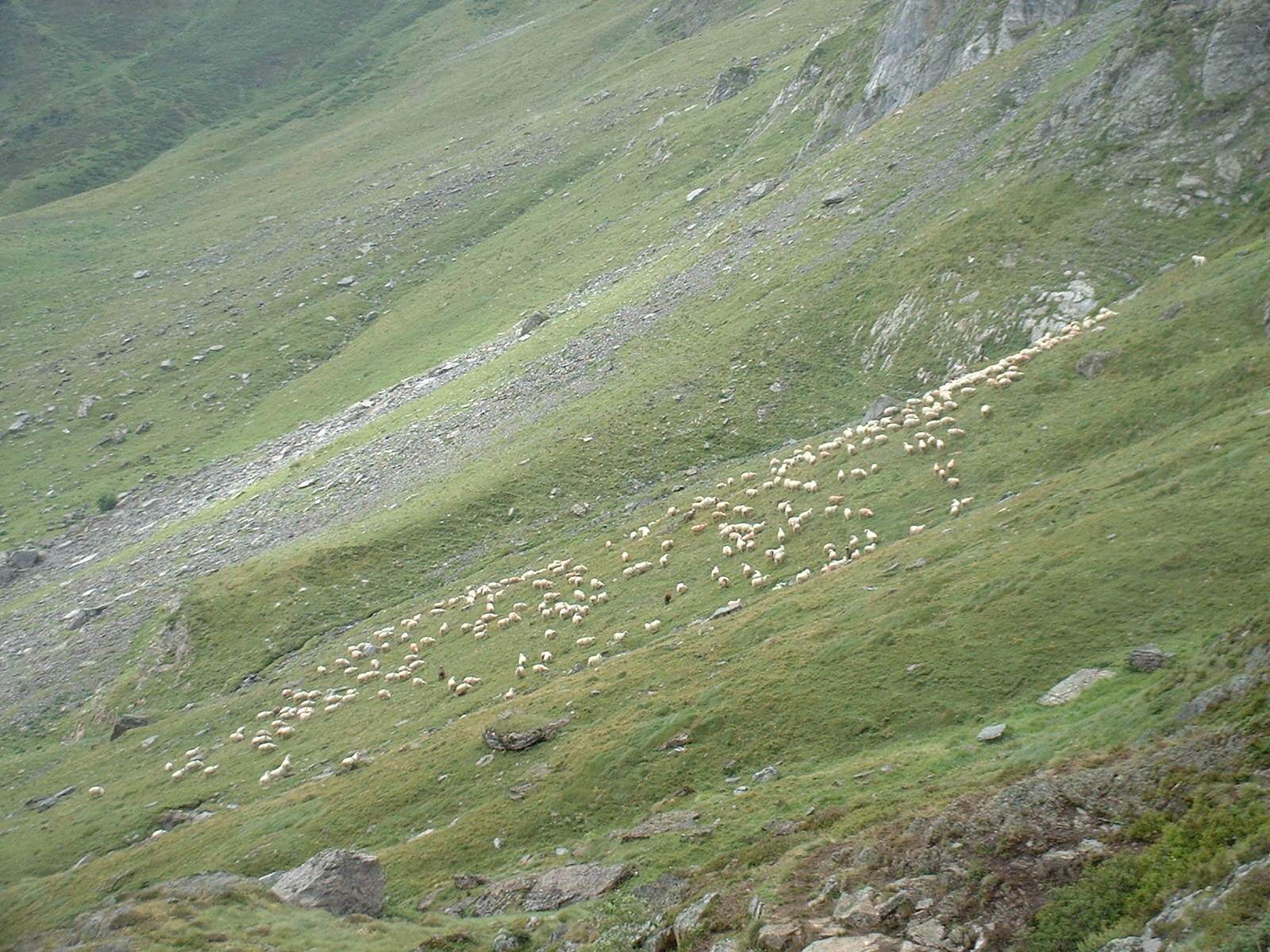
Pâturage de moutons en étage alpin

L'étage alpin fait partie de la terminologie géographique française et désigne, dans les massifs montagneux des régions tempérées, l'étage commençant entre 2 300 et 2 500 m d'altitude et s'étendant jusqu'à environ 3 000 m d'altitude. Il fait partie des cinq étages de la végétation de cette classification et se situe entre  l'étage subalpin et l'étage nival. Différentes acceptions de l'étage alpin ont été avancées au fil du temps, utilisant des critères climatiques (températures moyennes l'été et l'hiver), liés à la végétation présente ou encore à l'enneigement. Selon les régions (Alpes du Nord ou du Sud...) la limite entre étages alpin et subalpin peut donc varier, son niveau inférieur demeurant globalement plus bas en altitude à des latitudes plus élevées. Concept géographique utilisé, avec des variantes, au niveau mondial, la notion d'étage alpin demeure intimement liée à la chaîne alpine occidentale qui lui a donné son nom. Des formations de ce type sont toutefois présentes sur les cinq continents : en Afrique (étage dit afroalpin, par exemple sur le mont Kenya), Asie (par exemple dans l'Himalaya ou le Pamir ou encore le Caucase), en Océanie (Nouvelle-Zélande) et dans les Amériques (Sierra Nevada, Andes...). 
Bien que différent au niveau de la flore et de la faune, cet étage peut être comparé à la toundra que l'on retrouve à basse altitude aux hautes latitudes.

## Flore
L'étage alpin marque une limite des arbres, on ne trouve plus d'arbres ni d'arbustes feuillus ou résineux (hors arbrisseaux prostrés et certaines espèces adaptées, telles les saules nains). Toutefois, une importante controverse affecte la définition de l'étage alpin, dont la limite basse est définie soit comme la limite théorique de la forêt, et soit comme sa limite réelle (ce qui peut conduire à des écarts de près de 500 m d'altitude). Dans le cas d'une limite naturelle de la forêt, il apparaît que la plupart des biotopes de pelouses herbues visibles dans les massifs montagneux (entre 2 000 et 2 500 m dans les Alpes occidentales centrales, par exemple), domaine des troupeaux de vaches et de moutons, constituent des biotopes subalpins dégradés et non des biotopes alpins, avec un cortège d'espèces animales différent, l'abandon du pâturage induisant une recolonisation par la forêt). L'impact de l'exposition (adret et ubac) ne doit en outre pas être négligé.
Siège d'une forte biodiversité, souvent endémique, l'étage dit alpin présente la juxtaposition d'espèces végétales fortement adaptées (plantes en coussinets, résistantes au froid et au vent) ou au contraire opportunistes, dans les lieux les mieux exposés. Parmi les espèces les plus emblématiques comptent, dans les Alpes occidentales, le Tabouret des Alpes (Noccaea rotundifolia), la Primevère farineuse (Primula farinosa), la Saxifrage à feuilles opposées (Saxifraga oppositifolia) ou encore la Campanule du Mont Cenis (Campanula cenisia). En Afrique, l'étage afroalpin est caractérisé (par exemple dans la Mackinder Valley, au Kenya) par la présence de séneçons arborescents (Dendrosenecio battiscombei) ou encore de campanulacées érigées (Lobelia telekii).

## Faune

### Massif alpin

Représentation schématique des différents étages de végétation dans les Alpes

On y rencontre les chamois ou les isards, les bouquetins, et les marmottes qu'il est possible de rencontrer dans les pentes ensoleillées car elles aiment bien le soleil (versant adret). C'est le domaine de prédilection des animaux domestiqués (moutons, vaches et chevaux) qui viennent brouter les alpages l'été. Les niverolles alpines ont également élu domicile dans cet étage alpestre.
La petite faune (insectes, oiseaux) ne doit pas être négligée et présente souvent des espèces fortement spécialisées. Parmi les plus remarquables comptent des papillons dépourvus d'ailes (réduites à des moignons).